# 寬吻海龍
寬吻海龍（学名：Syngnathus typhle），為輻鰭魚綱棘背魚目海龍魚科的其中一種，分布於東大西洋區，包括從挪威至摩洛哥、地中海、黑海及亞速海等海域，棲息深度1-20公尺，體長可達35公分，棲息在沿岸海域，卵胎生。